# ذي حرمان (يريم)

تعديل مصدري - تعديل

ذي حرمان هي إحدى قرى عزلة بني مسلم بمديرية يريم التابعة لمحافظة إب، بلغ تعداد سكانها 229 نسمة حسب تعداد اليمن لعام 2004.